# Fukuju-ji
Fukuju-ji (福聚寺) est un temple bouddhiste Zen de l'école Ōbaku situé dans l’arrondissement de Kokurakita de la ville de Kitakyūshū dans la préfecture de Fukuoka au Japon.
Le Fukuju-ji est un des deux bodaiji (菩提寺), c'est-à-dire temple funéraire, consacré à Ogasawara Tadazane, premier daimyō du domaine de Kokura (l'autre est le Rinzai-ji de Toyokawa).

## Histoire
Le temple a été fondé en 1665 par Ogasawara Tadazane avec le soutien de Sokuhi Nyoitsu, un moine chinois. En 1669, Ogasawara Tadataka (ja), le deuxième daimyō de Kokura, commença à planifier la construction du temple, notamment Kaisandō, le bâtiment principale, un clocher, etc.
De nombreux temples ont été détruits lors de la guerre d'été de 1866,. Cependant, une grande partie du temple et de ses nombreuses annexes, y compris le bâtiment de Bouddha (仏殿, Butsuden), l'architecture de style chinois reconstruite en 1802, a été survécu après la guerre.

## Galerie d'images

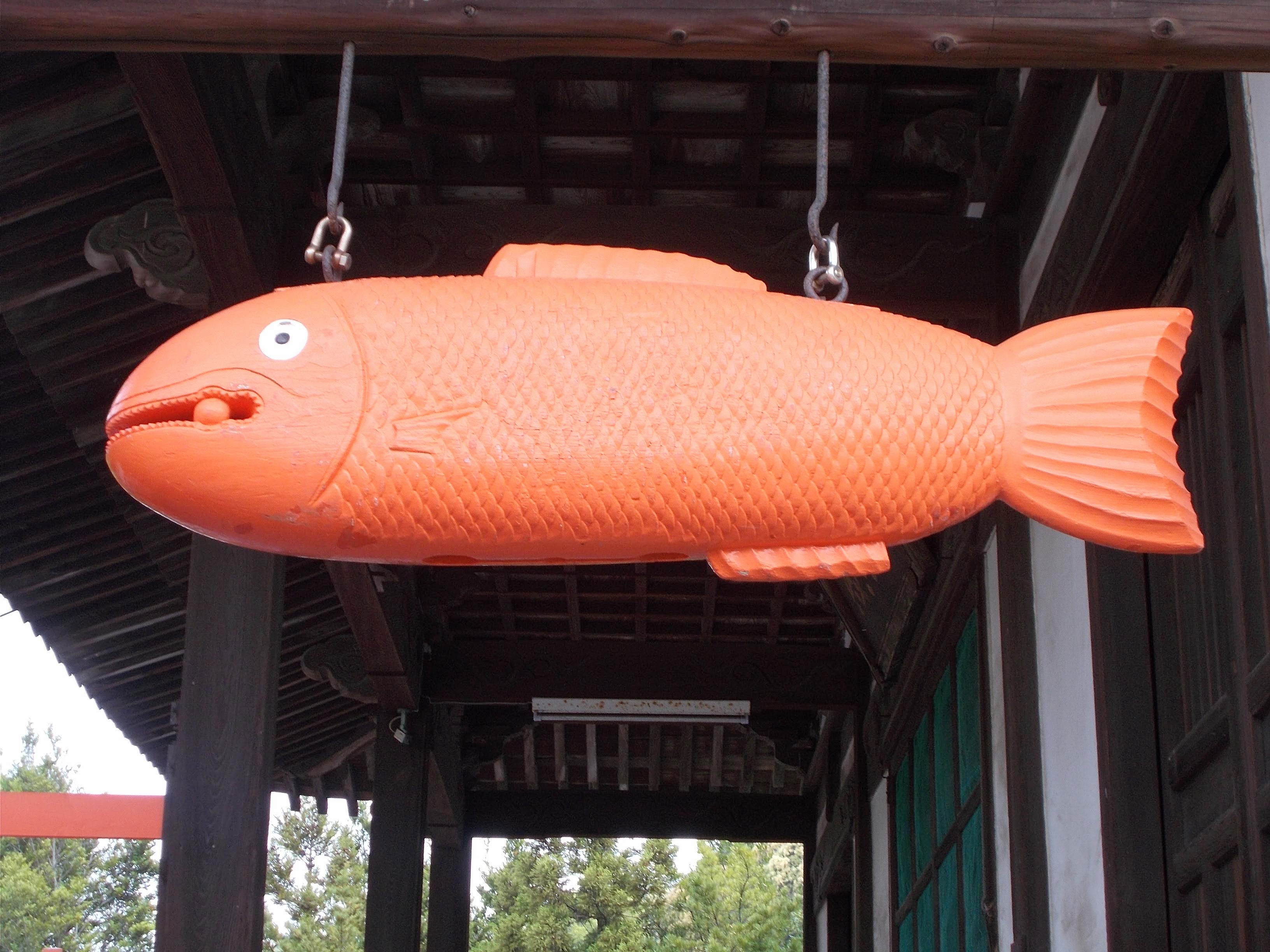
Mokugyo (poisson en bois)
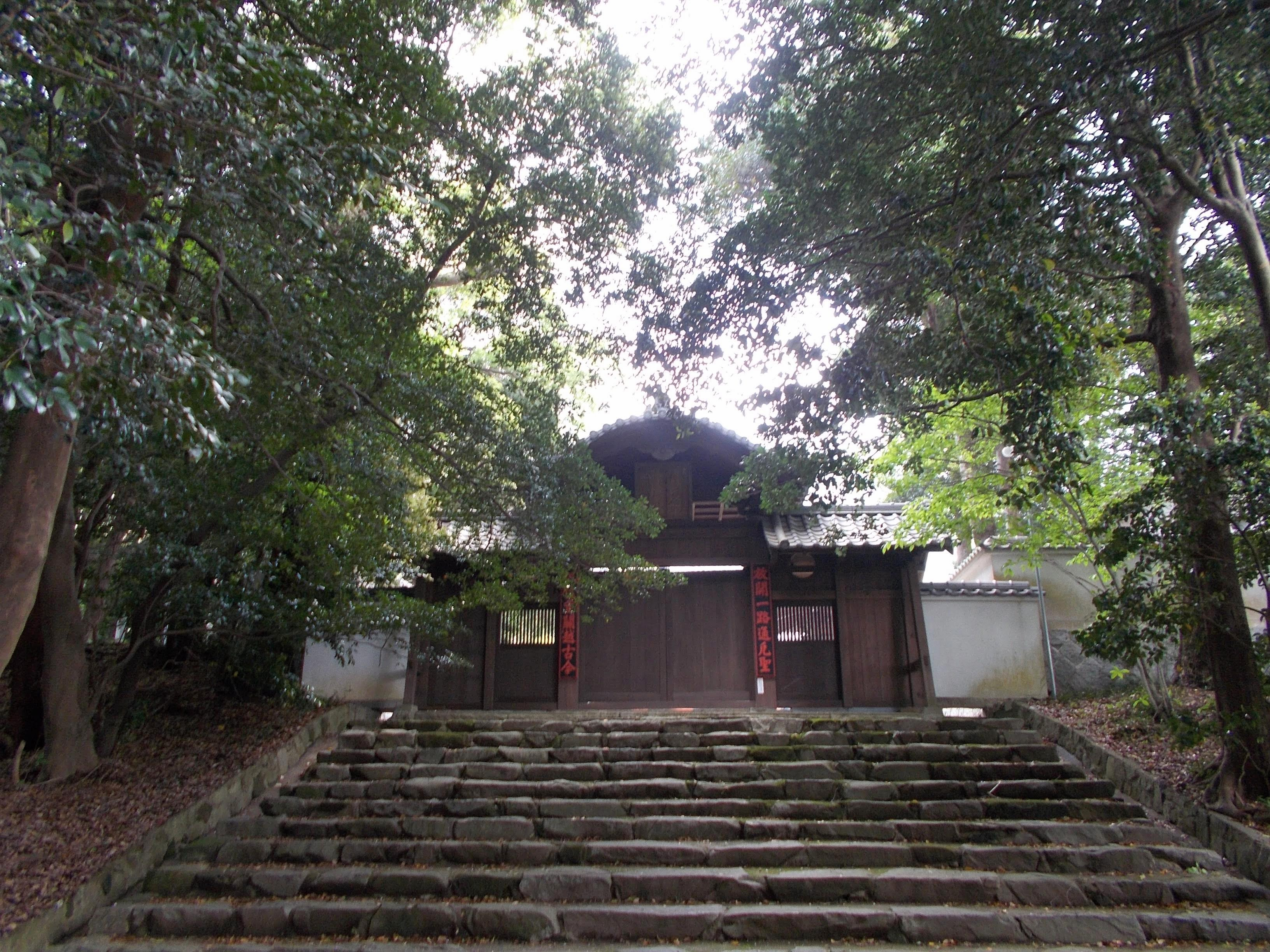
Sanmon
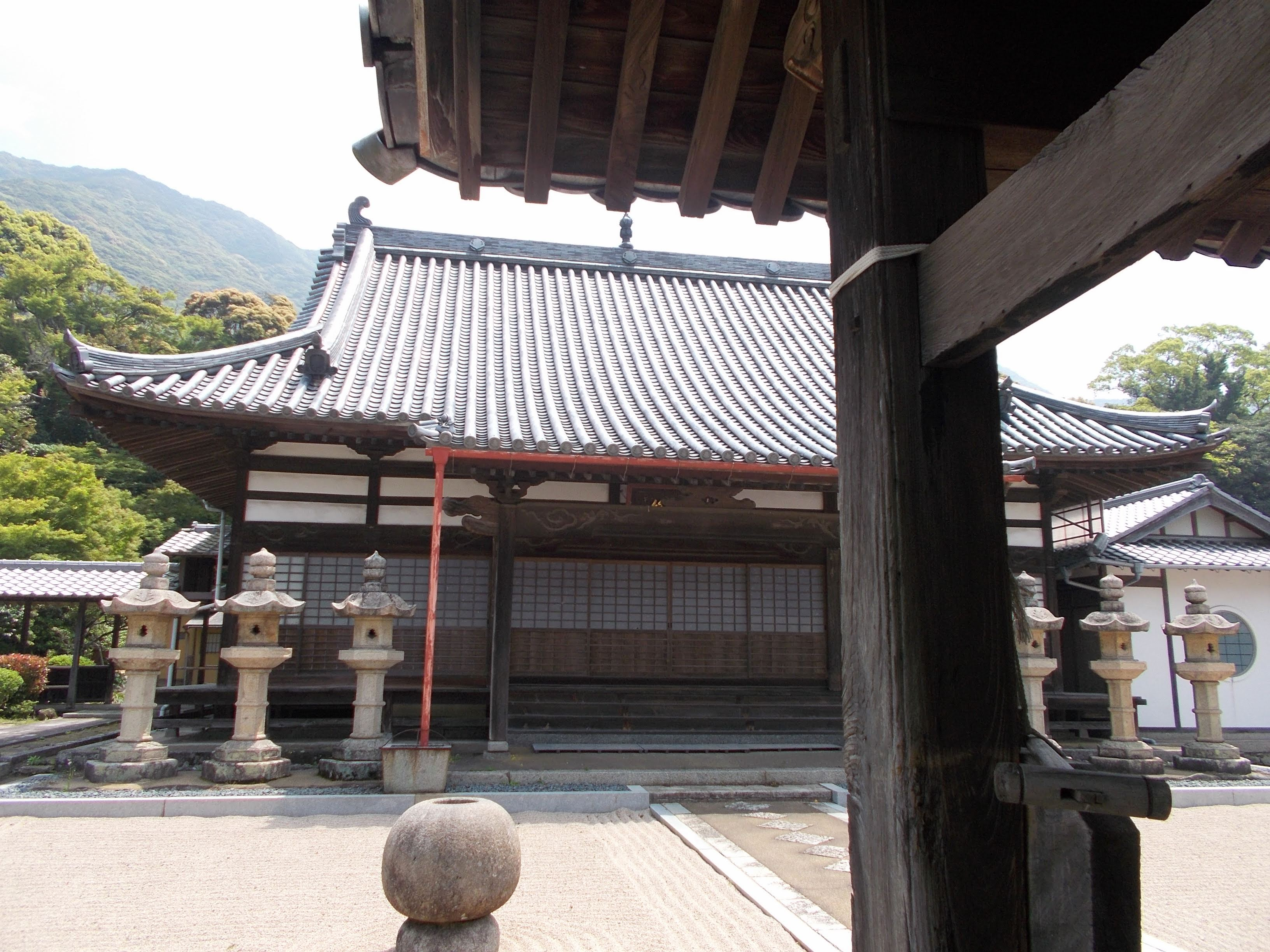
Le mausolée du clan Ogasawara
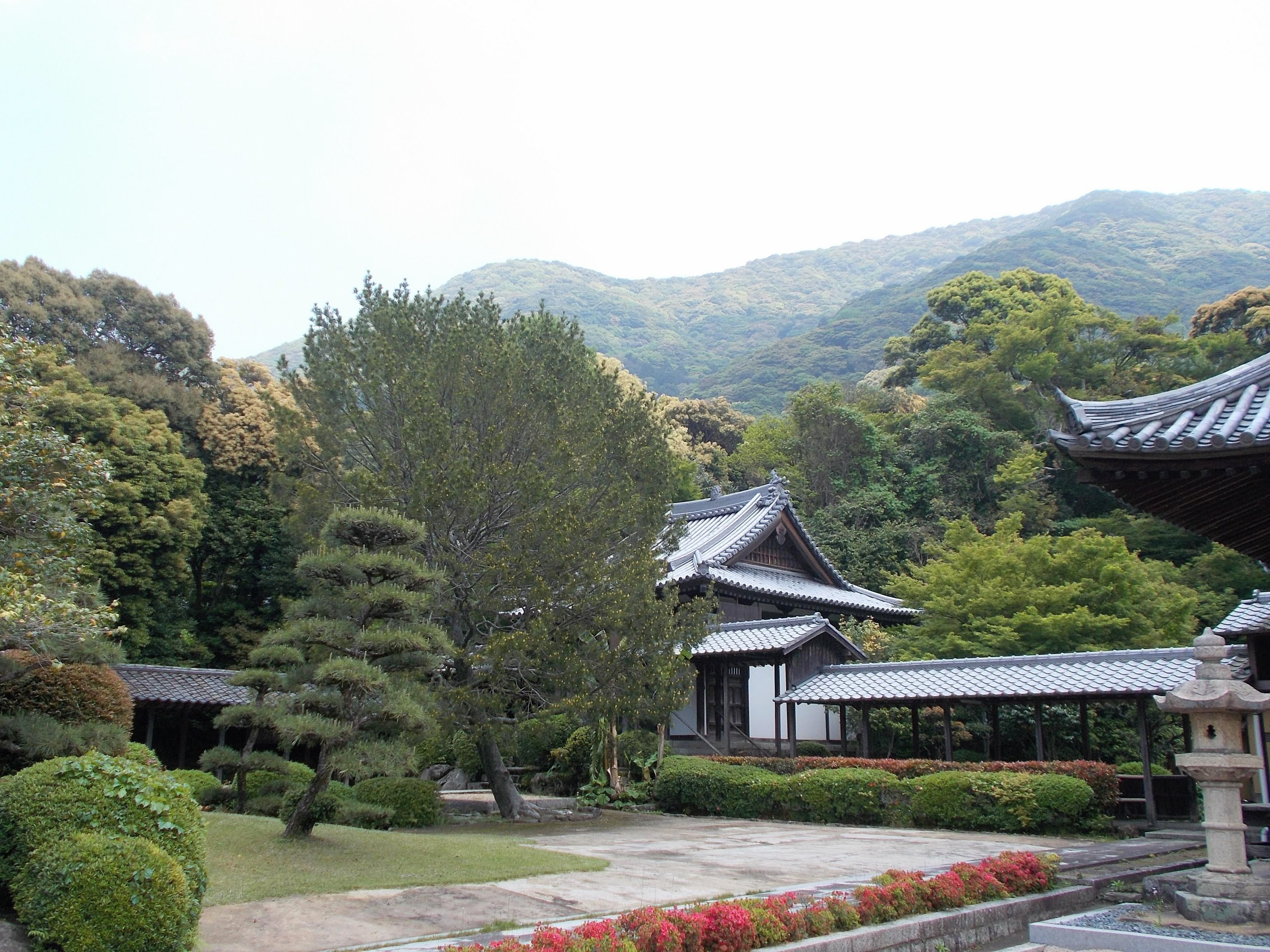
Kaisan-dō